# 天使な小悪魔
『天使な小悪魔』（てんしなこあくま）は、芳原のぞみによる日本の4コマ漫画作品。

## 作品概要
芳文社の『まんがタイムジャンボ』にて2005年7月号から2010年12月号まで、同社の系列誌『まんがタイムラブリー』でも2006年3月号から2011年1・2月合併号まで並行連載していたが、以後は両者を統合して『まんがタイムオリジナル』にて2011年2月号から2012年4月号まで連載された。単行本は、同社「まんがタイムコミックス」より全8巻が刊行されている。
著者の4コマ転向初作であり、初めて2巻以降のコミックスが刊行された作品。初期はまるを主人公に、それをとりまくマリリンや幹達家族のコミカルな日常を描いていたが、2巻以降ライバル店との攻防やクラブ内での犯罪（ストーカー、ロッカー荒らし）など4コマ漫画らしからぬスリリングな展開も見せ、めぐや蝶子、蘭子やさよ達サブキャラを主役にしたサイドストーリーを描くなど、各キャラクターの個性を見せることで作品の幅をひろげつつある。
執筆に際しては一応、既知を得た水商売のスタッフ陣より業界の内情を取材して執筆されている。ただし、芳原いわく取材内容に関しては「生々しすぎてとても漫画にはできない」ほど衝撃的な内容であるらしく、本作で繰り広げられるトラブルや物語（漫画）の内容は取材内容（現実）と比してマイルドになるように芳原の手によって脚色されている。そのため取材先に対して芳原が本作を持って行き感想を求めた際には「現実（水商売の現場）はこんな（優しい）場所じゃなく、もっと苛烈で凄まじいモノである」とコメントされている。
系列誌『まんがホーム』連載の『さくらんぼ。』とは舞台や登場人物等の設定がつながっており、『まんがタイムラブリー』2010年5月号掲載の番外編で両作品の登場人物が共演している。

## あらすじ
某繁華街で様々な水商売の店舗を多角経営する山田一族に生まれた、少し家庭的で所帯じみた趣味を持つ、普通の少女まる子。彼女はいずれは一族の女性として店を継いでもらいたいと願う実母・桔梗の手により家が経営するクラブ「華園」（はなぞの）にキャストのまるちゃんとして放り込まれてしまう。彼女はそこで後に無二の親友となるマリアやめぐと出会い、様々な思惑の渦巻く夜の世界を、その家庭的な性質と優しさで乗り切っていく。そんな、まるとその仲間達が夜の繁華街で織り成す、波乱と人情の物語。

## 登場人物

### 中心となる3人
山田まる子（やまだ まるこ）
通称「まる」。本作の主人公。20歳（作中誕生日を迎え21歳）だが、身長、体型と顔の見た目はほとんど幼女。体型のスリーサイズは上から60・60・60で同じ。
「華園」のママの娘で、20歳のある日、母親により華園でキャスト（ホステス）デビューさせられた。
初めての客にはいつも子供と間違えられ、本人の趣味は庭いじりや漬物・味噌作りで、子供ではないと本人は主張するが、母親いわく「大人通り越してババくさい」。また、「体はちゃんと大人」と主張する通り、幼児体型ながらひどい肩こりに悩んでいる。
趣味のひとつでもある折り紙は検定1級の腕前。自動車の運転免許も持っているが、ハンドルを握ると普段からは想像もつかないほど暴走運転で、同乗したマリリンらを恐怖に陥れた。
外見に反してカラオケでは演歌好み、それもかなり上手い。華園ではわがままな客は叱ったりと厳しい態度も取るが、それに心を打たれて彼女を気に入り、常連になる客も多い。デビュー直後の月に華園売り上げトップになり、華園癒し系No.1キャスト（初期は華園全キャストの中でのNo.1）となる。
その後、新人のめぐが売り上げNo.1となるが、順位にはこだわらないので気にしていない。
店の外でも素直で親切なため、多くの人と仲良くなり、結果として店の常連も増やしている。
携帯電話でのメール送信は苦手（ほとんどひらがなしか打てない）だったが、その後早打ちもできるほどにマスターした。
掲載誌移動前にキャストとしては引退し、華園のチーママとして桔梗の代わりに店を切り盛りする立場に就いた。
米村そね子（よねむら そねこ）
華園での源氏名はマリア。まるからはマリリンと呼ばれる。初登場時20歳で、まると同じ誕生日（後雑誌に21歳と描かれている）。
華園の人気キャスト。まるが来るまでは華園全キャストのNo.1であったため、まるに追い落とされる格好となった。そのためにまるをツブそうと画策するも、やってきたばかりのまるの手際の悪さを（元々、ママの指示でまるの接客指導役となった関係から）見るに見かねて手伝ったり、また先輩キャストの程度の低いイジメから、図らずもまるをかばい、まるから慕われるようになる。その後は、まると打ち解けて親友となる。キャストだが、性格は曲がったことが嫌いな「優等生タイプ」である。
人気キャストだけあって、美人でグラマー体型（バストはDカップ）だが、実はそばかすを厚化粧で隠し、眼鏡をかけた地味な素顔。その素顔を知るのは華園のママとまるを含めたわずかの人間のみ。着脱可能なウィッグをつけている。素顔に対してのコンプレックスから「キレイになりたい」「夜の蝶になりたい」と水商売の世界に憧れを持ち、キャストになる。新人時代からの努力が実り、実力派キャストになった。
偶然化粧品売り場で素顔を見られた新人のめぐに再びNo.1を奪われ、またもNo.2に。性格の相性の悪さ、好きな人（幹）が同じ…と様々な理由でライバルに。めぐとは気が合わないと思いつつも、実は服や食べ物、男性の好みまで同じなので実は気が合っている。
全キャストのNo.1から追い落とされたとはいえ、同傾向となる「お姉さま系」「グラマー系」キャストの中では未だに実力No.1といえる。同伴率も6巻時点でNo.1。
私生活は非常に自堕落で、No.1キャストの重責から解放された後はさらにタガが外れ自省が利かなくなりつつある。そのため、家庭的なまるにはその私生活を心配されることが多々ある。不摂生のため一時期4キロ太ってしまい、ダイエットに精を出す。また5巻時には金銭感覚のマヒに陥り、通帳の残高が不足するまでになってしまう。そのことをきっかけに自分の将来を見つめなおすが、結論はいまだ出ていない。
TVでの格闘技観戦が趣味で、お気に入りの選手はミルコ・クロコップ（この部分は作者本人の趣味が反映されている）。
幹とは中学時代の先輩と後輩の間柄であり、彼に学生時代から想いを寄せている。しかし、何らかの特別な間柄だったわけではなく、よくある「学校の人気No.1の先輩と、とりまきと化しているその他大勢」というものに過ぎなかった。その想いは今も健在だが、自らの化粧術でコロっと男性全般の態度が変わってしまう事実を目の当たりにしている現在では、軽い男性不振に陥っており、幹に対してはいわゆるツンデレ症状を引き起こしている。
また素顔の状態で幹と出会い、ちょうど変身怪盗もののように正体を明かせず別人として接している。
白唯めぐ（しらゆい めぐ）
華園にやってきた新人キャスト。元キャバクラ嬢。源氏名は本名と同じめぐを使用。登場は2巻より。
「名門女子校に通う現役の女子大生で、清楚なセレブお嬢様」という触れ込みで華園に入店。天性のキャストであり、どんな客が来ても相手の好みのタイプの女性を演じきることができる、究極の猫かぶり。その天性を活かしきり、華園の全ホステスにおいてNo.1の地位に居座った。前述の通りのオールマイティーキャストだが、あえてジャンルに振るならば「小悪魔系」「お嬢様系」「甘え系」キャストにあたる。体型のスリーサイズは上から90（H）・53・85。
基本的に「タダ働きはしない」をモットーとする守銭奴めいた性格。また当初は「水商売で働くのは単なる興味から来るお嬢様のお遊び、所詮は興味本位のタダのアルバイト」ということを自ら強調し、協調性の無い行動で店のチームワークを乱しまくっていた。そのためにマリアから幾度となく注意され、まるからはきちんと人間関係を構築する（できる）ように配慮される。
華園への勤務直前にメイク中のマリアと遭遇。華園においてマリアの素顔を知る数少ない人物となる。
実は父親が破産企業の元社長であり、一家は会社の倒産と共に巨額の借金を背負っている。前述の所属大学も、家の破産と共に学費未納の果てに退学しており実際は「元お嬢様」だった。そのため現在では父・弟と共に一間畳敷きのボロアパートに住んでおり、守銭奴めいた性格も「借金返済」と「家族を守る」という決意のあらわれから来るものであった。そのため実は彼女にとって最も大切なものとは「家族」であり、金銭はそれを守るための最大にして最強の「ツール」として必要としているだけであった。時にはそれが良い意味でも悪い意味でも、めぐ自身のアキレス腱と化すことがある（実際、キャストという仕事に誇りを持っているにもかかわらず、弟がそれでいじめを受けていると知った際には退職を決意しかけていた）。
後にライバル店「ALMOND」（アマンド）が「華園」（並びに周辺店）を潰すために送り込んだ刺客キャストであったことが明らかになる。配属当初の協調性の無い行動も「華園」にダメージを与えるための行動で、この役目を引き受けたのも「報酬が良いから」だった。この裏切りの発覚により「ALMOND」に移籍し（3巻）そこでもナンバーワンキャストとなるも、その心の底には家族と金のため、また当初からの契約だったとはいえ、自らを家族のように迎え入れてくれていた「華園」を裏切ったことに対する罪悪感が存在していた。さらには後に借金と家の事情を知り、そのためにめぐの父親を叱り飛ばし、めぐのために友として心の底から泣いてくれる、まるとマリアの行動を目の当たりにして「華園」こそが自らの「ホーム」であったことに気付いて出戻ることを決意。「ALMOND」（アマンド）の経営方針についていけなくなったキャストたちを引きつれた上で3ヶ月間給料半額カットという本人にとっては非常に手痛いはずの条件をも受け入れて「華園」に戻ることとなる。
戻った後は「華園」のキャストとして誇りを持って仕事に励むようになる。とはいえ家族を守るために得た「弱みを見せない」という決意から来る気の強さからツンデレを引き起こしてしまい、協調性の無い行動は相変わらず。それすらキャストとしての実力で捻じ伏せてしまうが、まるには弱い。またマリアとは相性の悪さとしては相変わらずだが、以前よりもより掛け合いとしての「じゃれ合い」的な仲良しが故の衝突が増える。キャストの仕事に関しては、自身、天職と捉えているようで、最終的には「華園」から独立して自分の店を出すことを目標とするようになる。
普段の言動と反して、実際は非常に堅実な努力家であり現実主義者。対費用効果を考えて利益があるようであれば、そのための出費は惜しまない。故に客寄せのために全キャリアの携帯電話を所持している。また、企業家たちには、そうした部分を見抜かれて「若年ながらもプロフェッショナルとして見どころがある人物」だと、評価されることもある。

### 3人の家族

#### オーナー山田家
山田幹（やまだ みき）
通称ミッキー。まるの兄で、猛烈なシスコン。毎朝まるにおはようのキスをするのが日課。
仕事はホストで、華園の隣にあるホストクラブ「EDEN」（エデン）No.1の人気ホスト。時に山田一族経営店舗（特に華園）のスカウトマンやキャストのボディーガードも行っている。
学生時代から美形だった上、学校の女子生徒全員に優しく、男子生徒とも仲が良く、腕っ節も強かったので、学校の男女みんなから慕われ、その頃下級生だったマリリンも当時から密かに好意を寄せていた。
まるの顔見たさに頻繁に仕事場を抜け出して華園に来るので、同僚ホストも「いつ仕事しているかわからない」と言うほどなのに、No.1ホストの座を維持している。
華園では酔ってまるに絡む男は客でも腕尽くで排除したがるが、その度にまるに叱られては落ち込んでいる。
一見軽い性格に見えるが、まる以外の女性に対しても常に優しい気配りをする。更に女性が辛い立場に陥るとすぐに気づいて助けに入り、状況判断もできる切れ者。
自身の職業柄、美女や装った女性などは、かなり見慣れており、その辺の感覚はマヒしている。No.1ホストとしての気苦労から自分を支えてくれる存在を求めることも多い。好みのタイプは「ふくよかな女性」であり「自分の苦労をわかってくれる女性」であると述べている。
山田桔梗（やまだ ききょう）
まるの母で華園のママ。いずれまるに華園を継いでもらおうと考え、色気もその気もないまるを無理矢理デビューさせた。本人も若い頃は華園のキャストで、現在のキャストらを暖かく見守っている。
山田大木（やまだ たいぼく）
まるの父で、幹も勤めるホストクラブ「EDEN」の店長。若い頃は華園のボーイとして働いており、桔梗とは職場結婚。
娘のまるに目がない親馬鹿。毎朝まるにおはようのキスをするのが日課で、その順番で幹と先を争っている。

#### マリリンとめぐの家族
白唯アキ（しらゆい アキ）
めぐの弟で小学生。ある時出会ったまるとマリリンは、めぐの性格と行動の理由を知り、互いに打ち解けるきっかけを作った。
アパートに来る借金取りに怯えた日々を過ごしたため内気で怖がりだが、マリリンの厚化粧と素顔を一目で見抜く、姉並みの眼力を持つ。また、姉の影響を受けてか小学生とは思えない守銭奴並みの金銭感覚も持っている。
そね子の両親
マリリンの両親で、関西出身。娘が華園に勤めていることは知っているが、化粧したマリリンとは直接会っても自分達の娘とは全く分からなかった。
人生経験はかなりあるらしく、華園で居合わせた荒れる酔客を優しくなだめてしまうほど。
父親は建設会社の現場監督で、やたらとクラブの内情に詳しかったことから、他の店で飲み歩いているのが家族にバレた。その後華園でも常連となるが、マリリンが店で正体を明かして、ようやく自分の娘と分かった。
夫のクラブ通いを知った母親も、夫への対抗と、家事の息抜きで、幹のいるEDENに行くようになった。

### 華園キャストおよびスタッフ
黒崎蝶子（くろさき ちょうこ）
華園でピアノ演奏するピアニスト兼キャスト。少し影がある印象の42歳。ALMONDに勤めていたが、店の雰囲気に耐えられず悩んでいたところを、めぐの勧めで華園に移った。
普段は華園でも落ち着いて成熟した感じのキャストだが、気分が落ち込むと「黒蝶子」なる姿に変貌し、ピアノで恐ろしく暗い曲を演奏して聴く者をもみな精神的に落ち込ませる。
美人だが男性運が悪く、過去に振られた男は200人。頻繁に通っていたホストクラブのホストにはいつもいいように利用されていた。実は夫に先立たれた未亡人で、娘には男性関係を厳しく叱られているが、その娘に対しても将来ちゃんと結婚できるよう密かに嫁入り費用を貯金している。
男に甘いと見られたのも、実は再婚して新しい父親ができれば娘が寂しい思いをしなくて済むだろうとの親心からの行為だった。
黒崎泪（くろさき るい）
蝶子の娘で超名門のお嬢様学校に通う高校生。学校では生徒会長を務め、成績優秀かつスポーツ万能で空手3段。柔道の全国大会でも優勝経験あり。
蝶子が何度男に騙されても懲りずに別の男に貢ぐので、母のようにはなるまいと自立できる女性を目指して努力し、なおもホストに騙され続けている蝶子の保護者的立場になって監視し、親子としては逆転した状態であったが、その後ある事件をきっかけに母の本心を知り、考えを改めた。
ぬいぐるみや幼児などかわいいものに目がなく、まると初めて出会ったときも迷子の子供と思い保護しかけた。
登場当初は厳密に言うと華園に所属しているわけではなかったものの、キャスト達と一緒に店の施設を利用したり内輪のイベントに参加したりするなど、事実上の華園の一員として扱われていた。後に女性だがキャストではなく浜村ら男性と同じ黒服として華園で働くようになった。男性が苦手なためキャストとして接客ができないことと母親の監視を目的としているためであり、一連の事情を知る山田家による配慮でもある。
豪田蘭子（ごうだ らんこ）
めぐの学生時代の同級生で、豪田総合病院の跡取り娘のお嬢様。プライドが高く、学生時代から人気や成績などで常にトップだっためぐに張り合ってライバル視していたが、とうとう2位のまま勝てず、しかもめぐのほうは全く相手にしていなかった。
卒業後、偶然華園に客として来店したが、その後父の病院が潰れ、豪田家も没落したことで、華園にキャストとして入るという、本人も予想しなかった形でめぐと再会することになった。
現在はめぐの住むアパートで隣室にさよと共に住んでいる。
美人で教養もあるが、わがままとプライドの高さが壁になり、めぐやさよのように客の男性を褒めることを知らなかったため、キャストとしては指名も人気もつかなかったが、めぐや華園の人々に支えられ徐々に性格が改まりつつある。
小嶋さよ（こじま さよ）
蘭子の召使いの女性。豪田家がまだ裕福だった頃から仕えていて、蘭子に対しても単なる主従以上の忠誠心を持ち、現在も豪田家に一生仕えることに迷いを抱いていない。蘭子を助けるために自分も一緒に華園に入りキャストとなった。
純真素朴な性格で、蘭子以外の人間に対しても優しく接し、客の男性に対しても無意識に商売抜きで相手を立てて男心をくすぐるため、本人は自覚もないままいつの間にか蘭子を遥かに超える人気を集め、めぐに次ぐNo.2キャストとなり、客の男性からプロポーズまでされるに至るも、蘭子に一生仕えることを望むため、迷わず断った。
蘭子がめぐにライバル心を持っていることも知っているが、蘭子が他の悪質な店に騙されて危機に陥った時はめぐ達に知らせて助けを求めるなど、冷静な判断力と行動力も持っている。
ゆみっぺ
本名は「ゆみこ」。ホストのリュウ（たもつ）と同郷で、同棲している女性。リュウとは相思相愛だが、ホストという仕事を察して、外で女性客と同伴のリュウを見てもあえて声をかけず我慢している。かつてはリュウに入れ込んでいた蝶子のすすめで、キャストとして華園に入った。
太めの体型と地味な顔立ちから、他のキャストのような魅力はないと見られたが、マリアのメイク術と気配りを見せながら男性客にくつろいでもらう接客で「ほのぼの系」「元気系」「（男の扱いに長けた）人妻系」キャストとして人気を集める。
浜村（はまむら）
華園でマネージャーを務める黒服（クラブでの男性従業員の総称）。38歳。華園には古くからいて信頼されているが、そのためキャスト達からは着替えの手伝いをさせられるなど男性と見られていない部分もあり、またキャスト達を自宅に送り迎えする車の運転手もしている。
離婚歴が1回あるほかにも過去は訳ありらしく、上半身に文福茶釜などをあしらった彫り物があり、華園の女性達を守るためには体をはって敵に立ち向かう。腕っ節も相当なものだが、まるや華園のキャストらは彼の実力と働きには気づいてない。

### 華園の客たち
如月カイト（きさらぎ カイト）
癒し系アイドル歌手を務める16歳の美少年。ハードな仕事のストレスと、自身の稼いだ金による両親（特に母親）の豪遊を知ってしまったこと、仕事を辞めようと思っても既にトップアイドルと化してしまった自分を芸能界・産業界が手放さなくなってしまったことなどから来る二律背反より不眠症となり、舞台や収録以外ではわがままな言動を取るようになった。華園でまると出会ってからは彼女の傍では熟睡できるようになり、未成年ながら華園によく来る常連となった。
「オレのモノになれ!!」とまるに迫るが、その意味は単に「傍で膝枕して、自分専用の枕代わりになってほしい」との意味。まるに会ってからは、彼女の言うことはかなり素直に聞くようになった。まるとは膝枕以上の関係に進展したいと願っているものの、色恋沙汰には奥手の為なかなか踏み出せない。
華園に来るたびにまるを巡って幹、大木と不毛な戦いを繰り広げている。眠っていても攻撃されたら無意識に反撃する、「出番（本番）です!」の呼び声に即座に反応して跳ね起きアイドルの顔に戻る、などの本能を持つ。
多忙でまるに会えない日が続くと禁断症状に陥り、「（好きな女の子のタイプは）外見年齢6歳児くらいがいい」と誤解を招くようなセリフまで口にする。
しかし体が成長して少年アイドルからは脱却を迫られる時期に入り、人気も低迷してきてスランプに陥ってしまうが、克服して以後は俳優としての活動に転換した。
現在はまるともかなり接近した交際を送るが、幹や大木らはカイトとの個人的な交際は知らないらしい。
芸能界の友人に、同じ芳原の作品『さくらんぼ。』登場人物のアイドル歌手・レイがいる。
サイトウ
カイトのマネージャーを務める男性。カイトのわがままに振り回されたり、八つ当たりを受けたりしているが、逆らいもせずカイトのことを本気で心配し、カイトが不調の時はまるに相談を持ち掛けるなど、影が薄いながらかなりできた人物。
坂井（さかい）
華園でマリアを気に入り、毎回マリアを指名していた男だが、彼女への病的なまでの想いが高じて、華園の外や自宅にまで追い掛け回すストーカーとなった。
危険を感じた桔梗らの判断で華園には出入り禁止とされたが、その後も変装して華園に入りなおもマリアに付き纏い、「自分のいうことを聞かないと化粧を落とした素顔の写真を公開する」との脅迫までしてマリアを独占したがったが、最後は幹とマリアによって退治され警察に突き出された。
本作で最初の悪役となったキャラクター。
桐生（きりゅう）
6巻より登場する新進気鋭の青年社長。大手流通会社を指揮する、仕事にもプライベートにも、いかなる事にもそつが無い完璧な男。取引先や部下への配慮も忘れない。また、どんな女性も一瞬でタイプを見抜き対処することができる。
華園のあらゆるキャストが彼につけて欲しいと求める中で、唯一、めぐだけが彼を見た途端に硬直し距離を置こうとした。実は実家凋落前のめぐにとっては元婚約者であった人物。そして本作キャラクター人の中で、ただ一人、めぐを手玉に取ることのできる人物であり、めぐにとって最大の天敵。小学校の頃に互いの両親によってパーティーで引き合わされ、その際のめぐのサーチアイは（めぐ自身にとっての）キケンジンブツ（危険人物）と判断している。
幼少期より「デキる少年」であったことから、あらゆる人物が尊敬の目を自身に向けて距離を置く中、自身は逆に冷ややかな思いで周囲のそうした反応を見つめていた。優秀ゆえの孤独の諦観の中で自身の本質を見抜き尊敬ではなく警戒（ある意味では恐怖）の視線を向けためぐに（めぐにとっては不幸にも）興味を抱き、様々な方向性から（幼少期には乗馬やイタズラで。受験時には家庭教師で）彼女に関わって自らの優位をアピールしていた。また「たやすく手に入らない女性」にしか興味はないと語り、故にめぐはそのタイプに完全に合致している。
今井（いまい）
桐生の部下。桐生とは正反対の「デキない」平社員。桐生とは社長とヒラの間柄のはずなのだが2人で呑みに行くことが多く、また、桐生自身も、この部下の不始末の処理に奔走することも多い。

### 同業者
富江（とみえ）
華園の近くに開店したクラブ「ALMOND」（アマンド）のママ。若い頃はホステスとして華園にいた元No.1キャストだったが、後から華園に入ってきた桔梗がNo.1になり、その上富江が密かに想いを寄せていたボーイの大木まで桔梗と一緒になったせいで、華園に居づらくなって華園を辞めた過去がある。その悔しさから、現在の華園からトップを奪ってビッグになる野望を持った。
リュウ
本名は「たもつ」。ゆみこと同棲しているホスト。仕事場では人気のホストで、一時は蝶子もかなりリュウに入れ込み貢いでいた。
仕事では蝶子をはじめとする多くの女性客を利用しているが、ゆみこには苦労させてすまないと思っている。
アパートでゆみこと二人きりのときは田舎の方言で会話している。

## 主な舞台
華園（はなぞの）
まる達がキャストとして勤めるクラブ。老舗のクラブで、代々山田家の者が継いでいる店。まるがデビューした当初は陰湿ないじめをする先輩キャストがいたが、マリリンや大木に反撃を受け撃退される。その後、客からは華園全体がアットホームな店と認められつつある。
EDEN（エデン）
大木と幹の仕事場であるホストクラブ。幹以外にも美形で人気のホストが何人もいるが、まるの顔見たさに店長の大木とNo.1ホストの幹が毎日店を抜け出して留守にするので、他の従業員は頭を痛めている。幹を始め、店のホストは全員手品からコントまで幅広く芸をこなす芸達者。
ALMOND（アマンド）
華園を潰す目的で富江が開店したクラブ。美人キャストを他店から高給で引き抜いたり、ライバル店に対してさまざまな裏工作を仕掛けたりと、資金に糸目をつけない方法で一時は客を集める。しかし、店とキャスト達の接客ぶりについていけない多くの客は華園など以前からの店に戻った。

## 特技・特殊能力
メイク（化粧）
マリリンの特技でプロのメイクアップアーティストにもひけをとらないほどの腕をもつ。自分だけでなく知人や客など他の女性もそれぞれの個性を素早く見抜いて見事な姿に変身させる。
鬱（うつ）演奏
蝶子が落ち込んで鬱状態になった「黒蝶子」の時に弾くピアノ演奏。この状態の時は周囲が止めるのも聞かず、勝手に暗い楽曲を演奏しだして、聞いた客をも精神的に大ダメージを与えて落ち込ませる。曲は「カールマイヤー」、「暗い日曜日」など、聞いた者や曲に関わった人間まで自殺したなどという噂が立つほど破壊力が高い。
サーチアイ
めぐ＆アキ姉弟の特殊能力。相手の性格や弱点を含めた隠れた本質を瞬時に見抜く能力。めぐは小学生くらいの頃既にこの能力を会得していた。桐生も酷似した能力を持っている可能性がある。
営業電話
これもめぐの特殊能力。通常はキャストらが店の売り上げアップのため、客に来てもらおうとかける電話やメールだが、常時人気上位のめぐはタイミングを巧みにつかんで、両手に持った2台の携帯電話でそれぞれメールを打ちながら同時に顎に挟んだ3台目の携帯電話で営業電話をかける荒業も持つ。
めぐが1日に出すメールは約200通、電話料金は1ヶ月で10万円。

## 行事・イベント
クリスマス
夜の仕事で働く女性達にとっては客の男性をうまく呼んで稼ぐ機会であるが、華園の女性陣はクリスマスになるとそれぞれつきあっている彼氏と過ごす日と割り切っているため、聖夜の夜はまるやマリリン以外の花園のキャスト出勤率は「極薄」となる。
バレンタインデー
クリスマス同様に女性が男性に近づくチャンスを狙う日であるが、本命の幹にうまくアタックできないマリリンはやさぐれて自室で食っちゃ寝の堕落した1日を過ごし、まるは客やカイトにチョコの代わりに手作りの梅干しを贈るなど、一般社会や他の華園女性陣ともかなりかけ離れた行動をとる。幹はホストクラブの女性客からチョコ以外に1万円札で作った花束までもらったりする。
ブラックデー
バレンタインデーとホワイトデーにあぶれた女性が4月14日に集まって、黒い服を着てジャージャー麺をさびしく食べる日。華園の女性陣では当然まるとマリリンが毎年ジャージャー麺を食べることになる。
ハロウィン
店で働く女性達がそれぞれセクシーなコスプレ姿で客を迎える日。ただし、まるは体型から似合わないためか毎年クマの着ぐるみを着込んでいる。
慰安旅行
温泉旅行や沖縄旅行など、華園のキャスト達やその家族も連れての慰安旅行。まるをはじめ女性陣は仕事の時以上に食べ物と酒に走る。幹も参加するので、素顔を見られたくないマリリンは海水浴や温泉でも落ちないよう、普段以上に強力なメイクをすることになる。

## 単行本
- 芳原のぞみ『天使な小悪魔』 芳文社〈まんがタイムコミックス〉、全8巻

1. ISBN 4-8322-6509-1
2. ISBN 978-4-8322-6540-0
3. ISBN 978-4-8322-6632-2
4. ISBN 978-4-8322-6721-3
5. ISBN 978-4-8322-6789-3
6. ISBN 978-4-8322-6864-7
7. ISBN 978-4-8322-6952-1
8. ISBN 978-4-8322-5064-2